# Sideris Tasiadis
Sideris Tasiadis, född 7 maj 1990 i Augsburg, är en tysk idrottare som delar i kanot. Hans största merit hittills är en silvermedalj vid olympiska sommarspelen 2012 i London.
Tasiadis har grekiska föräldrar men växte upp i Augsburg. Han tävlar sedan året 2000 i kanotslalom och han var sedan 2008 med i flera junioreuropamästerskap, europamästerskap för seniorer och världsmästerskap.
Vid olympiska sommarspelen 2020 i Tokyo tog Tasiadis brons i C-1 i slalom.